# Rijam 4 star hits
Rijam 4 star hits was een flexidisc, die geleverd werd bij de aanschaf van een Rijam Schoolagenda en wel de versie 1973/1974. Op deze commercieel niet verkrijgbare single, die op 33 toeren moest worden afgespeeld waren vier hits te horen van muziekgroepen die destijds onder contract stonden bij EMI Nederland/Bovema.
Op het plaatje waren te horen:
- kant A track 1: Kayak: Mammoth geschreven door Pim Koopman en Ton Scherpenzeel
- kant A track 2: Brainbox: The smile geschreven door Kaz Lux
- kant B track 1: Dizzy Man's Band: Jumbo geschreven door Herman Smak en Jacques Kloes
- kant B track 2: Focus: Hocus Pocus geschreven door Thijs van Leer en Jan Akkerman.